# Platyura lugubris
Platyura lugubris är en tvåvingeart som först beskrevs av Zetterstedt 1851.  Platyura lugubris ingår i släktet Platyura och familjen platthornsmyggor.
Artens utbredningsområde är Sverige. Inga underarter finns listade i Catalogue of Life.